# Jens Christian Hostrup
Jens Christian Hostrup (20. května 1818, Kodaň – 21. listopadu 1892, Frederiksberg, dnes formálně samostatná část regionu hlavního města Kodaně) byl dánský dramatik a básník pozdně romantického období, silně ovlivněný Johanem Ludvigem Heibergem.

## Život
Pocházel z hudební rodiny, otec mu zemřel, když mu bylo dvanáct let. Po maturitě roku 1837 začal studovat teologii na Kodaňské univerzitě. Účastnil se studentského života a pod pseudonymem Kristrup psal písně, básně a krátké vaudevilly. Studium dokončil roku 1843 a pracoval jako tutor a pastor. Roku 1848 se oženil s Henriettou Vilhelminou Louisou Mantziusovou, sestrou svého přítele herce Kristiana Mantziuse, která však roku 1849 zemřela. Roku 1855 se oženil podruhé s Christianou Georginou Elisabeth Hauchovou, dcerou prozaika a dramatika Johannese Carstena Haucha, se kterou měl sedm dětí. Roku 1855 se stal farářem v Silkeborgu a roku 1862 v Hillerødu. Od roku 1882 žil v Kodani.
Hostrupovo dramatické dílo navazuje na Johana Ludviga Heiberga a znamená další rozvoj dánské komedie. Jeho divadelní hry se vyznačují elegantním stylem, svěžími dialogy i rozmarnou satirou, zabývají se aktuálními společenskými problémy a znamenají přechod od romantismu k realismu. Kromě toho je Hostrup také autorem básní a vzpomínek.

## Výběrová bibliografie

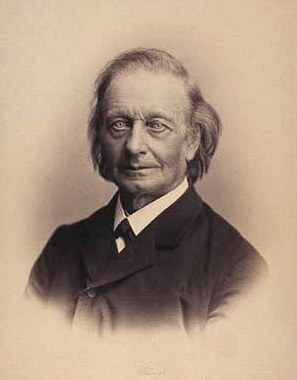
Jens Christian Hostrup v roce 1888

- Genboerne (1844, Sousedé), dodnes oblíbená komedie ze studentského a měšťanského prostředí.[1]
- En spurv i tranedans (1846, Nahý v trní), komedie,
- Eventyr på Fodrejsen (1847, Dobrodružství na výletě), komedie.
- Viser og Vers (1852, Pisně a verše), vydání básní ze studentských let.
- Sange og Digte fra tredive År (1872, Písně a básně ze třiceti let), sbírka básní.
- Sange og digte fra senere aar (1884, Písně a básně z pozdějších let), sbírka básní.
- Erindringer fra min Barndom og Ungdom (1891. Vzpomínky na mé dětství a mládí).
- Senere Livserindringer (1893, Vzpomínky na pozdější život), posmrtně vydaná druhá část Hostrupových vzpomínek, uspořádaných jeho manželkou.
- Efterladte Digte (1893, Posmrtné básně), posmrtně vydaná sbírka básní, uspořádaná Hostrupovou manželkou.

## Filmové adaptace
- Äventyr på fotvandring (1936), finský film podle divadelní hry Dobrodružství na výletě, režie Jussi Snellman.
- Genboerne (1939, Sousedé), dánský film, režie Arne Weel.
- Genboerne (1952, Sousedé), dánský televizní film.
- En spurv i tranedans (1968, Nahý v trní), dánský televizní film, režie John Price.[5]